# Nepal i olympiska sommarspelen 1964
Nepal deltog i de olympiska sommarspelen 1964 med en trupp bestående av sex deltagare, samtliga män, vilka deltog i fem tävlingar i två sporter. Ingen av landets deltagare erövrade någon medalj.